# Basic English
Basic English (základní nebo elementární angličtina) je zjednodušená angličtina s malým počtem slov (850). Tento jazyk vytvořil Charles Kay Ogden a popsal ve své knize Basic English: A General Introduction with Rules and Grammar (Elementární angličtina: Všeobecný úvod s pravidly a gramatikou) vydané roku 1930.
Ogden tvrdil, že naučit se anglicky trvá sedm let, naučit se Esperanto sedm měsíců, a naučit se Basic English sedm týdnů. Basic English je tedy používána některými podniky, které potřebují upravit složité knihy pro mezinárodní použití, a jazykovými školami, které chtějí poskytnout svým studentům základní znalost angličtiny v krátké době.
Ogden do Basic English nezařadil slova, která mohou být opsána několika jinými slovy, a snažil se, aby vybraná slova byla platná v kterékoliv zemi. Svůj seznam slov podrobil mnoha testům a úpravám. Ogden zároveň zjednodušil gramatiku, ale snažil se ji ponechat přirozenou pro rodilé mluvčí. Slovní zásoba ale obsahuje pouze 18 sloves, přičemž dvě z nich, may a will, jsou slovesy pomocnými. Slovesa jsou podle Ogdena „slovním plýtváním“ a mohou vést k nesprávnému pochopení vyřčeného. Proto slovní zásoba Basic English obsahuje 600 podstatných jmen, 150 přídavných jmen (z nichž 50 je protikladných) a 100 „operátorů“ (zájmena, příslovce, předložky, spojky, částice a zmíněných 18 sloves).

## Gramatická pravidla
Ogdenova gramatická pravidla Basic English pomáhají přirozeně mluvit o věcech a událostech za použití 850 slov.
1. Množné číslo se tvoří pomocí koncovky „S“. Pokud se množné číslo tvoří koncovkami „ES“ nebo „IES“, pak je nutno tyto koncovky použít.
2. Existují čtyři přípony pro slova odvozená od každého ze 300 podstatných jmen: přípony „-ER“ a „-ING“ tvořící podstatná jména a přípony „-ING“ a „-ED“ tvořící přídavná jména.
3. Příslovce se tvoří z přídavných jmen koncovkou „-LY“.
4. Stupňování se děje za pomoci „MORE“ a „MOST“. Student by měl znát a používat koncovky „-ER“ a „-EST“.
5. Záporná přídavná jména se tvoří předponou „UN-„.
6. Otázky se tvoří obrácením slovosledu a pomocným slovem „DO“.
7. Slovesa a zájmena se časují a skloňují jako v normální angličtině.
8. Složená slova se tvoří ze dvou podstatných jmen (například „milkman“) anebo z podstatného jména a slova určujícího směr (sundown).
9. Míry, číslovky, názvy měn (peněz), měsíce, dny, udávání času a mezinárodní slova se používají v anglické podobě.
10. Používají se speciální termíny z odvětví průmyslu či vědy, pokud jsou nutné pro konkrétní účel, přestože nejsou součástí Basic English.

## Kritika
Jedna z kritik Basic English tvrdí, že snížením počtu slov se zvyšuje používání idiomů, které nejsou nerodilým mluvčím angličtiny ihned zřejmé. Například výraz make good (idiomaticky „uspět, naplnit, napravit“, doslova „učinit dobrým, udělat dobro“) nahrazuje sloveso succeed (uspět), zatímco výraz make bad (bad - špatný) není náhradou slovesa fail (selhat). Angličtina je velmi idiomatický jazyk: většina slovníků idiomů jich nyní obsahuje okolo 4000. Pro jejich porozumění je potřeba znát téměř 2000 slov, což je víc než dvojnásobek slovní zásoby Basic English. Protiargumentem je názor, že studenti angličtiny se dříve či později budou muset naučit tuto větší slovní zásobu a s ní i idiomy, a proto není na škodu uvést asymetrické idiomy hned zpočátku.
Velikost slovní zásoby také nutí zcela vyřadit značný počet běžných anglických slov, jako například world (svět). Navíc jsou zachovány nepravidelnosti angličtiny v zájmu zpětné zaměnitelnosti.
Podle dalšího kritického názoru jde o formu jazykového imperialismu, protože jde o pokus vytvořit z angličtiny, a potažmo anglofonních kultur, standardní mezinárodní kulturu.

## Historické zmínky
Winston Churchill zpočátku podporoval myšlenku využití Basic English jako mezinárodního jazyka, mj. jako prostředku zefektivnění válečného úsilí v britských koloniích, zmínil se ve svém projevu na Harvardu v roce 1943. Podle známé anekdoty mu však bylo vytýkáno, že jeho slavný výrok „Blood, toil, tears and sweat“ (překládaný do češtiny ve verzi bez druhého členu „dřina“ a přeházeně pro lepší rytmus a jako „krev, pot a slzy“) je v Basic English „Blood, hard work, eyewash and body water“, tj. zhruba „krev, tvrdá práce, tekutina umývající oči a voda z těla“, což může být nelichotivě dvojznačné; podle jiné verze  Archivováno 4. 12. 2004 na Wayback Machine. „eye water and face water“ (oko-voda a tvář-voda).
Podle webu Talking to George Orwell, připraveného britským vzdělávacím týdeníkem Times Educational Supplement, George Orwell pravděpodobně ve své knize 1984 parodoval Basic English. Zmínky o newspeaku lze vyložit jako skrytou kritiku „univerzálních jazyků“, které byly v době psaní knihy navrhovány. V románu Válka s mloky se o Basic English zmiňuje i Karel Čapek, rovněž spíše ironicky.